# Esputo hemoptoico
Esputo hemoptoico es un signo clínico que se aplica a los esputos que contienen algo de sangre, pero sin llegar a ser hemáticos (sólo sangre). Es un signo de hemorragia en el aparato respiratorio: tráquea, bronquios o pulmones, cuando la sangre es en pequeña cantidad y viene mezclada con la flema. Cuando es abundante y consistente se denomina hemoptisis.

## Diagnóstico diferencial
Es necesario y muy importante diferenciar el esputo hemoptoico por sangrado en vías respiratorias bajas de cuadros de sangrado en las vías respiratorias superiores, en la boca o en el tracto digestivo que producen  epistaxis, gingivorragias y hematemesis respectivamente y que pueden confundirse con expectoración hemoptoica. Cuando la hematemesis es abundante, parte de la sangre puede pasar a laringe, produciendo tos con expectoración hemoptoica, ocasionando desde un principio errores en el procedimiento diagnóstico, aunque existen antecedentes que son muy útiles para determinar el sitio donde se origina el sangrado. 

## Cuadro clínico
En la hemoptisis franca se observa que la mayoría de las veces se acompaña de esfuerzo de tos, y la sangre está aireada y roja; posteriormente, el enfermo presenta esputos hemoptoicos.
no obstante padecemos del tiempo que es unidad.